# Pyrenaearia carascalopsis
Hélice du Val d'Aran
Espèce
Statut de conservation UICN

 NT  : Quasi menacé
Pyrenaearia carascalopsis, l’Hélice du Val d'Aran en français, est une espèce d'escargots terrestres appartenant au genre Pyrenaearia, de la famille des Hygromiidae. C'est une espèce endémique des Pyrénées, qui est connue principalement dans le Nord de l'Espagne dans le massif de la Maladetta, en province de Huesca, ainsi que dans le Val d'Aran dans le Nord-Ouest de la Catalogne,. L'espèce est aussi reconnue dans les Pyrénées françaises mais de manière plus parsemée.
C'est un petit escargot de montagne, aimant les roches calcaires fraîches et humides, pouvant atteindre une altitude de 2 500 m. Son habitat étant très fragmenté, l'espèce est considérée comme quasi menacée par l'Union internationale pour la conservation de la nature.
L'espèce a été identifiée en 1884 par le malacologiste français Paul Fagot, et possède deux noms synonymes, qui sont Helix carascalopsis (Fagot, 1884) et Helix Esserana (Fagot, 1887). Deux sous-espèces sont répertoriées :
- Pyrenaearia carascalopsis carascalopsis, d'après Paul Fagot en 1884 ;
- Pyrenaearia carascalopsis esserana, cité par Paul Fagot en 1888, d'après Jules René Bourguignat qui l'identifie en 1887.

## Classification et description

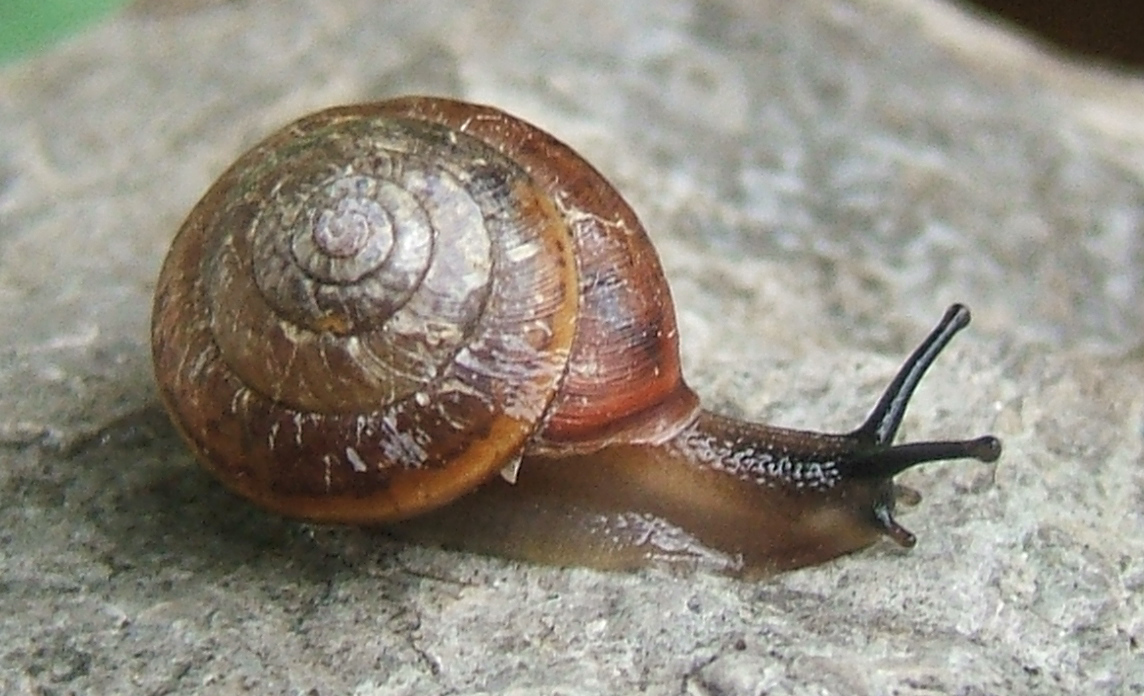
Exemple d'Hygromiidae.

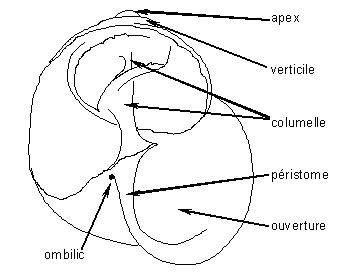
Coupe montrant l'intérieur d'une coquille de gastéropode : la columelle, axe le long duquel est enroulée la coquille à géométrie hélicoïdale, communique avec l'extérieur par un trou nommé ombilic. Le pourtour de l'ouverture, dit péristome, s'épaissit au fil de la croissance, pour finir par former un véritable bourrelet chez l'adulte.

En taxonomie, Pyrenaearia carascalopsis est classé par les taxons suivants, regroupant les organismes possédant en commun certains caractères (morphologiques, anatomiques, génétiques, évolutionnistes, etc), du plus général au plus précis (l'espèce) : 
- Bilateria : être pluricellulaire de type animal possédant des muscles, un système nerveux, un système circulatoire avec cœur, des organes sexuels, des yeux, une bouche, un système digestif et un anus. La symétrie du corps est bilatérale avec un axe central, un côté gauche et un côté droit.
- Mollusca : le corps est non segmenté et mou; il se compose d'une tête, d'une masse viscérale et d'un pied. La masse viscérale est recouverte par un manteau qui peut sécréter une coquille calcaire (peut éventuellement être perdue au cours de l'évolution comme chez les limaces).
- Gastropoda : la masse viscérale peut se torsader, la tête et le pied sont bien distincts l'un de l'autre. La bouche comporte une radula (sorte de langue râpeuse munie de dents), le pied est aplati en un large muscle ventral, qui secrète un mucus.
- Heterobranchia : en forme de limace ou d'escargot (quel que soit le mode de vie : en eau salée, eau douce, ou terrestre).
- Pulmonata et Eupulmonata : ne possède plus de branchies mais une cavité palléale, organe équivalent au poumon.
- Stylommatophora : mode de vie exclusivement terrestre, et non plus éventuellement aquatique.
- Sigmurethra : présence d'une longue glande muqueuse et de dards d'amour, ainsi que de quatre tentacules rétractiles (deux vers le haut avec les yeux, et deux vers le bas servant d'organe olfactif et tactile).
- Helicoidea : possède une coquille externe de forme hélicoïdale. Représente la plus grande partie des escargots terrestres.
- Hygromiidae : taille moyenne (>1 cm) ou petite (<1 cm). Habite les zones humides ou ne sort que pendant les périodes humides; reste à l'état léthargique dans la coquille pendant les périodes sèches, qu'elles soient chaudes (estivation) ou froides (hibernation).
- Pyrenaearia : coquille de couleur blanche à brun foncé; adapté aux zones humides et froides de montagnes à roches calcaires. Le genre regroupe des espèces endémiques des Pyrénées ou du nord de l'Espagne, de la cordillère Cantabrique à la Catalogne.
- Pyrenaearia carascalopsis : escargot de taille moyenne avec 6 à 7 mm de hauteur pour 10 à 12 mm de long[9].

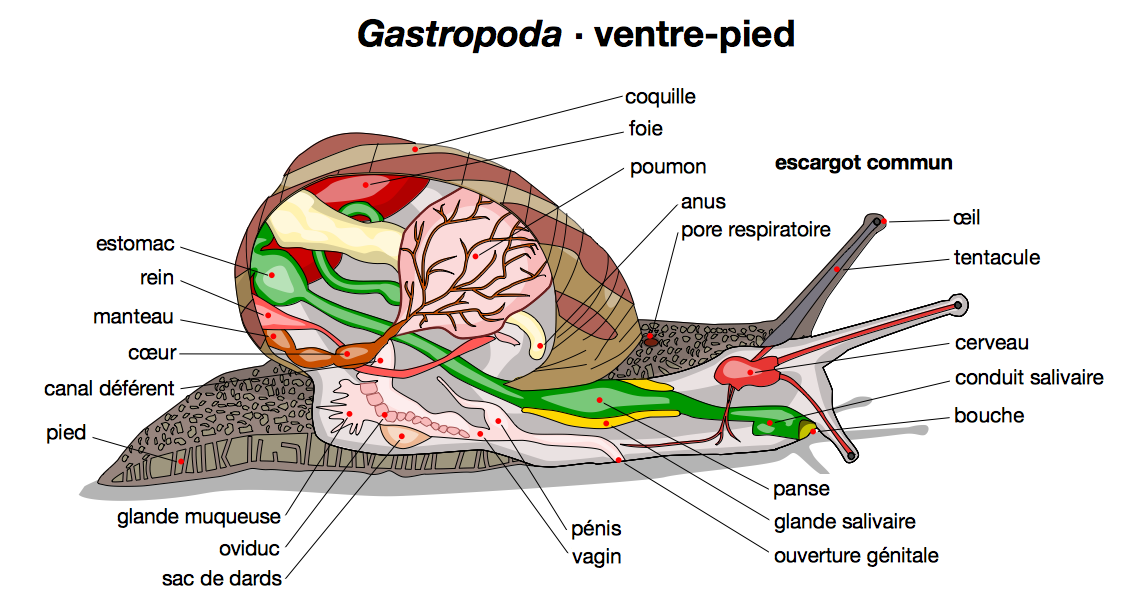
Anatomie d'un escargot terrestre.

Le corps de l'animal est de couleur noire. La coquille alterne les bandes de couleur brune à noirâtre et les deux premières verticilles (enroulements ou tours de 360° à partir du sommet, voir schéma de la coquille) sont en général plus foncées que le reste. Au total, la coquille compte 4,5 à 5 verticilles composées de nombreux bandes ou anneaux de croissance, brunâtres et finement côtelés sur la face supérieure, la face inférieure étant assez lisse. L'ouverture est ovale avec un bord mince, sans lèvre à l'intérieur. L'ombilic est très étroit et presque entièrement couvert par le péristome.
La durée de vie des Helicoidea dépassent rarement l'âge de 3 à 4 ans. La distinction avec l'espèce voisine Pyrenaearia carascalensis n'est pas évidente, cette dernière étant d'aspect similaire bien que légèrement plus grande. Toutefois, les études de séquence de l'ADN montrent bien qu'il s'agit d'espèces différentes,.

## Répartition et habitat

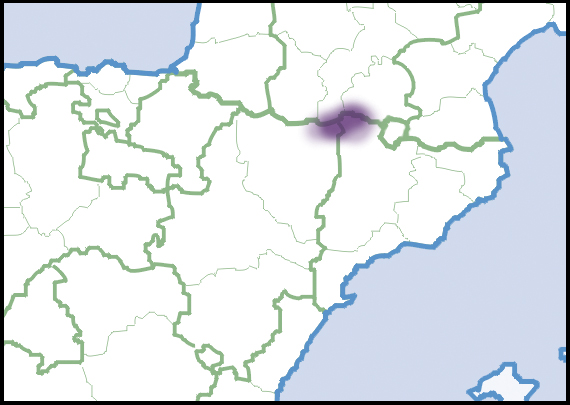
Répartition de Pyrenaearia carascalopsis : en violet foncé sont indiquées les zones où l'espèce a été clairement identifiée, Val d'Aran, en violet claire les zones d'une présence éventuelle ou rare.

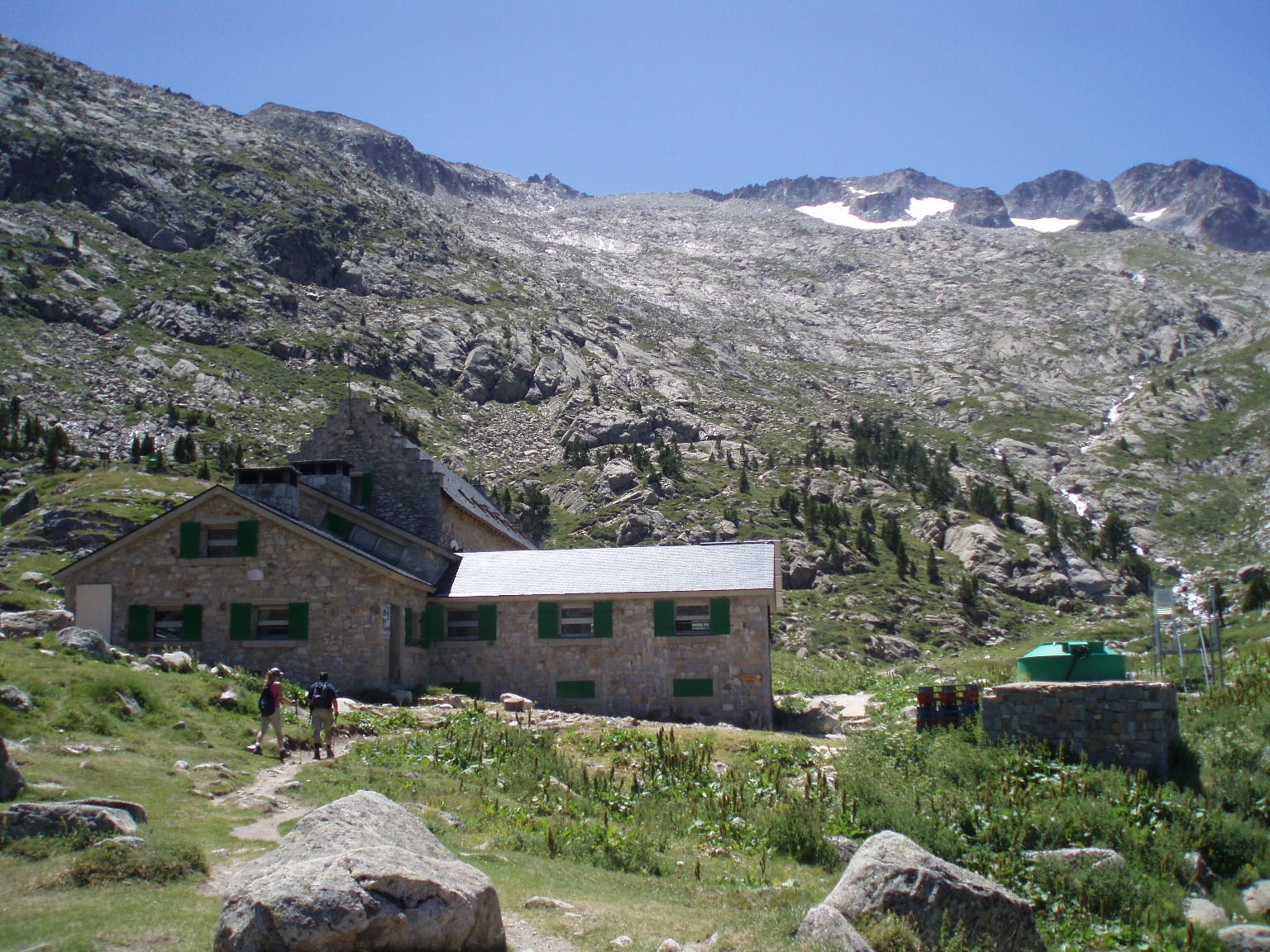
Le refuge de la Rencluse avec au-dessus les crêtes du massif de la Maladeta. Entre les deux, la zone où a été identifiée l'espèce.

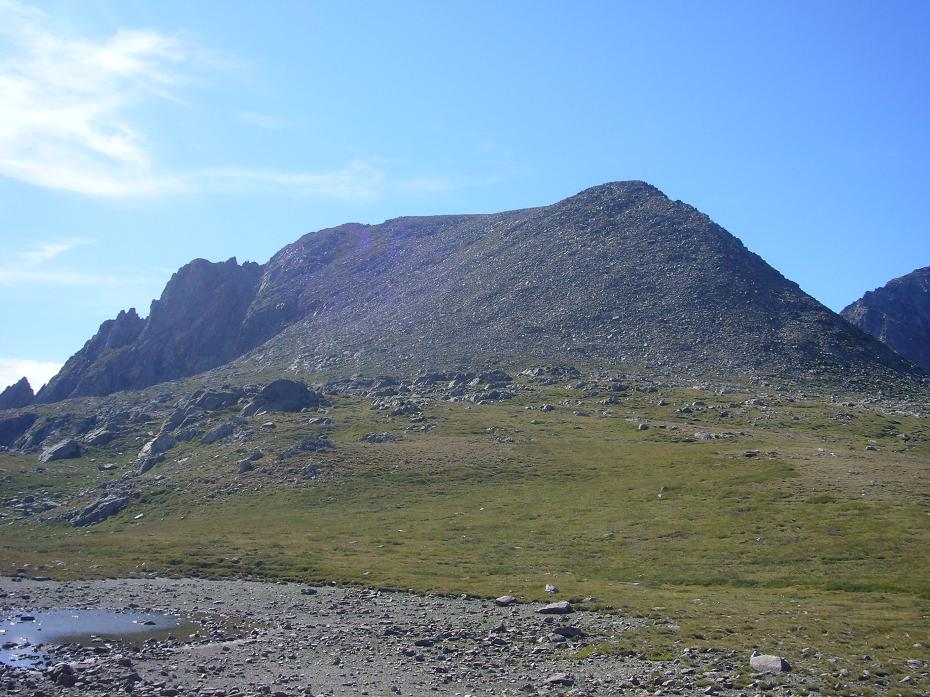
L'aiguille du Portarró d'Espot (2675 m) dans le parc national d'Aigüestortes (Catalogne), « la crête correspond au biotope apparemment typique de Pyrenaearia » (voir même photo page 56 dans la référence).

L'espèce est identifiée en Espagne dans les montagnes du val d'Aran, en Catalogne, et dans les zones adjacentes telles que :
- le massif de la Maladeta à l'ouest, situé dans la province de Huesca en Aragon : l'espèce y a été reconnue en de nombreux endroits comme à proximité du refuge de la Rencluse, au port de Vénasque (2 444 m), au port de la Picade, et vers le pic d'Albe[3];
- au port de Salau (2 087 m) à l'est, sur la frontière franco-espagnole entre le département de l'Ariège et la province de Lérida[11],[13];
- au col de montagne dit du Portarró d'Espot (2 427 m) au sud, dans le Parc national d'Aigüestortes et lac Saint-Maurice[12].

Côté français, Pyrenaearia carascalopsis a été identifié du sud de la Haute-Garonne jusqu'à l'ouest des Pyrénées-Orientales, mais pas au-dessus d'une altitude de 1 900 m, et l'authentification de l'espèce dans les Pyrénées-Orientales doit être encore confirmée. Toutefois, il est à noter que le port de Vénasque et le port de Salau cités plus haut se trouvent aussi en France, à une altitude au-dessus de 2 000 m.
Le type d'habitat, côté espagnol, se trouve à une altitude de 2 000 à 2 500 m,, ce qui pour la végétation des Pyrénées correspond à l'étage alpin, c'est-à-dire des espaces ouverts fait de quelques pins à crochet et de prairies rocailleuses. C'est une espèce rupicole, qui vit au milieu de roches calcaires avec une végétation chasmophyte (qui pousse dans les fissures entre les rochers). Les individus peuvent vivre directement sur les parois rocheuses et ses anfractuosités calcaires, ou sous les pierres disposées sur le sol argileux, ou encore dans la végétation à proximité. Ils restent inactifs pendant la saison sèche, montrant une activité les jours de pluie. En hiver, ils se protègent du gel en restant à l'état léthargique sous la neige saisonnière.

## Évolution
Parmi toutes les espèces du genre Pyrenaearia, l'espèce Pyrenaearia carascalopsis constitue une clade phylogénétique bien distinctes parmi quatre lignées identifiées comme basales au genre (Pyrenaearia carascalopsis, Pyrenaearia parva, Pyrenaearia carascalensis, et Pyrenaearia cantabrica). Ces quatre lignées, toutes issues d'une population ancestrale commune, sont la marque d'une spéciation enclenchée depuis la période du Pléistocène ou du Pliocène (il y a 5 Ma maximum), pendant les cycles de refroidissement et de réchauffement climatiques. En montagne, l'alternance de périodes glaciaires avec zones refuges isolées au microclimat plus clément, entrecoupés de périodes interglaciaires plus chaudes où des individus colonisent des milieux d'altitude plus élevée, enclenche un processus de spéciation allopatrique : des populations initialement interfécondes évoluent en espèces distinctes car elles sont isolées géographiquement.

## Protection
Pyrenaearia carascalopsis est placé sur la liste rouge de l'UICN (Union internationale pour la conservation de la nature) avec le statut d'espèce quasi menacée définit comme une espèce qui ne remplit pas encore les critères des espèces menacées (vulnérable, en danger d'extinction) mais qu’elle est proche de les remplir à l'heure actuelle ou qu’elle les remplira probablement dans un proche avenir.
En effet, l'espèce a une aire de répartition assez restreinte et ses populations semblent fragmentées à cause du relief. Et bien qu'elle été identifiée sur une dizaine de localités, les surfaces reconnues sont souvent très réduites avec quelques hectares seulement. De plus, bien qu'aucun déclin de la population ou de l'aire de répartition ne soit pour l'instant observé, le changement climatique, ainsi que le déplacement et l'altération de l'habitat qui en résulterait, constituent une menace potentielle pour l'avenir de cette espèce adaptée au froid.
En conséquence, l'UICN recommande une protection basée sur la préservation des localités où l'espèce est présente, ainsi que des études plus précises sur sa zone d'occupation, la taille des sous-population, et sa biologie (régime alimentaire, reproduction). Une grande partie des zones où vit Pyrenaearia carascalopsis est déjà située dans des zones protégées par des réserves naturelles nationales ou régionales:
- le massif de la Maladetta est inclus dans le parc naturel de Posets-Maladeta,
- le col dit du Portarró d'Espot se trouve dans le parc national d'Aigüestortes et lac Saint-Maurice[12],
- le nord de la comarque du Pallars-Sobirà (Catalogne) dans le parc naturel de l'Alt Pirineu,
- côté français, le parc naturel régional des Pyrénées ariégeoises[4].